# Spinosphaera pacifica
Spinosphaera pacifica är en ringmaskart som beskrevs av Hessle 1917. Spinosphaera pacifica ingår i släktet Spinosphaera och familjen Terebellidae. Inga underarter finns listade i Catalogue of Life.